# ويكيبيديا المجرية
ويكيبيديا المجرية (بالمجرية: Magyar Wikipédia)‏ هي النسخة المجرية من موسوعة ويكيبيديا، تاريخ إطلاقها كان في 8 يوليو 2003، وفي يونيو 2009 أصبح لديها أكثر من 125,000 مقالة.

## التاريخ
أنشئت ويكيبيديا المجرية في 5 سبتمبر 2001 من قبل لاري سانجر، منسق ويكيبيديا الإنجليزية في ذلك الوقت. أنشأ العنوان http://hu.wikipedia.com/. لعدة أشهر كان هناك القليل من المحتوى الهنغاري، وكانت هناك مشاكل مع التخريب.
وصلت ويكيبيديا المجرية إلى 50,000 مقالة في 7 فبراير 2007 و100,000 في يوم 17 يوليو 2008 و150,000 في 25 ديسمبر 2009. ووصلت إلى 200,000 مقالة في سبتمبر 2011. ووصلت إلى 300,000 مقالة في 16 فبراير 2022.

## الإحصائيات
| عدد المستخدمين المسجلين | عدد المستخدمين النشيطين | عدد المقالات | صفحات المحتوى | عدد التعديلات | عدد الملفات المرفوعة | عدد الإداريين |
| ----------------------- | ----------------------- | ------------ | ------------- | ------------- | -------------------- | ------------- |
| 589٬345                 | 1٬420                   | 557٬451      | 1٬586٬850     | 28٬066٬136    | 9٬271                | 26            |

## المعرض

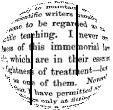
شعار 2001-2003
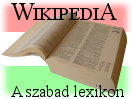
شعار 2003
شعار 2003-2010
شعار خاص بمناسبة إنشاء المقالة رقم 100,000
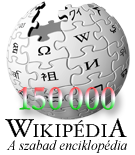
شعار خاص بمناسبة إنشاء المقالة رقم 150,000
الشعار الحالي
شعار خاص بمناسبة إنشاء المقالة رقم 200,000
شعار خاص للاحتفال بالذكرى العاشرة لتأسيس ويكيبيديا المجرية
شعار خاص بمناسبة إنشاء المقالة رقم 300,000
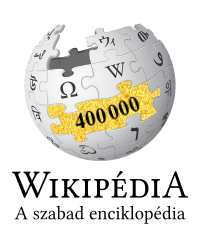
شعار خاص بمناسبة إنشاء المقالة رقم 400,000
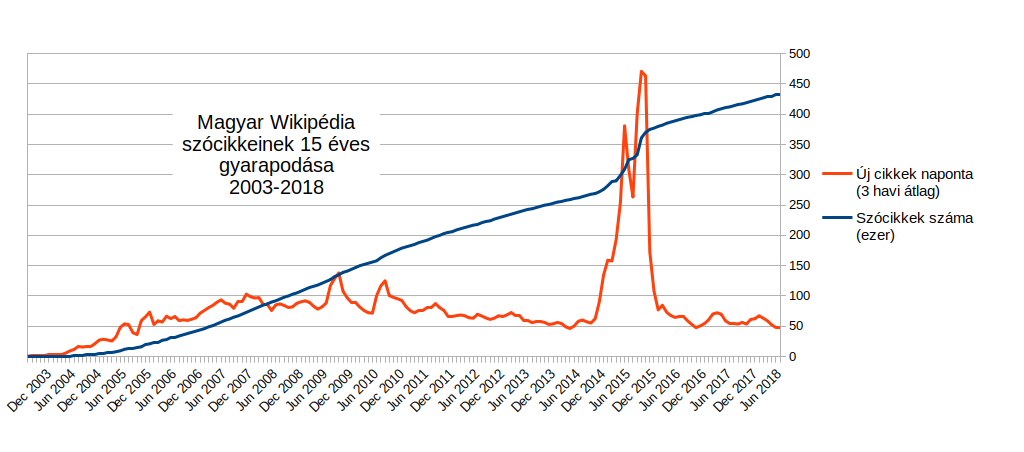
عدد المقالات ومتوسط التحرير اليومي في أول 15 سنة. حققت الذروة خلال عام 2015 من خلال الإصدارات الآلية.
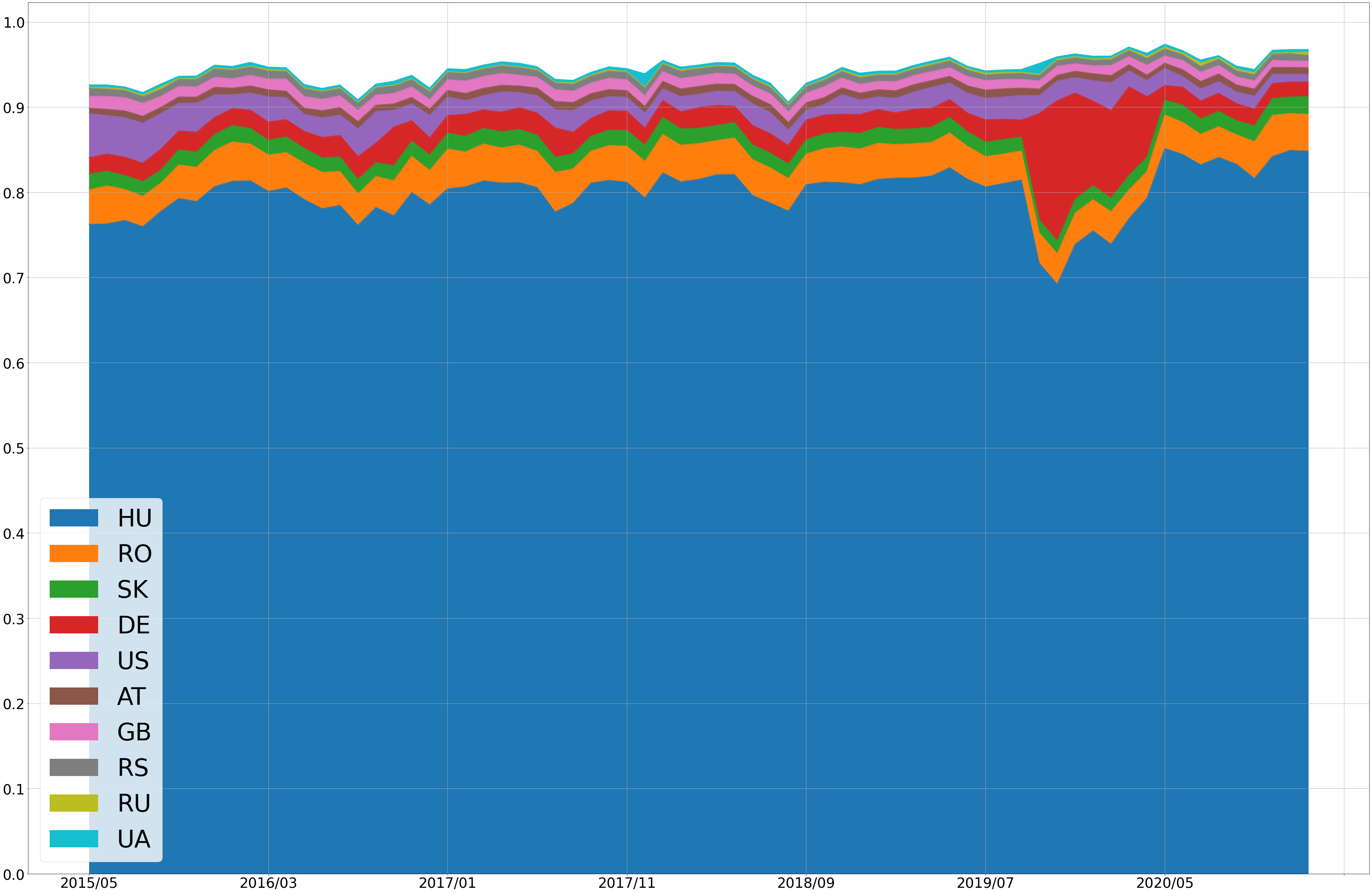
بلد القراءة: تمثل المجر أكثر من 80٪ المشاهدة.
شعار خاص بمناسبة إنشاء المقالة رقم 500,000